# Harold Cawley
Pour les articles homonymes, voir Cawley.
Harold Thomas Cawley, né le 12 juin 1878 à Manchester et mort le 23 septembre 1915 à Gallipoli,, est un avocat et homme politique britannique, tué au combat durant la Première Guerre mondiale.

## Biographie
Il est le deuxième des quatre fils de Sir Frederick Cawley, riche homme d'affaires dans l'industrie du cotton du Lancashire et député libéral de Prestwich à la Chambre des communes de 1895 à 1918. Éduqué à la prestigieuse Rugby School, Harold Cawley étudie ensuite au New College de l'université d'Oxford, obtenant une licence d'Histoire en 1900. Il est appelé au barreau en 1902 et pratique le métier de barrister (avocat plaidant) dans le Lancashire. Dans le même temps, il s'engage comme réserviste dans l'Armée de terre en 1903. En 1909 il décroche un diplôme de Maîtrise,,. 
Candidat du Parti libéral dans la circonscription de Heywood, il est confortablement élu député aux élections législatives de janvier 1910, et réélu aux élections anticipées en décembre de cette même année. De nature « réservée », s'exprimant peu à la Chambre, il est néanmoins perçu comme un jeune député prometteur par son parti, et est fait secrétaire parlementaire privé auprès du ministre de l'Intérieur, Reginald McKenna, en 1911. Favorable au droit de vote des femmes, et qualifiant de déraisonnables les opposants à ce droit, en mai 1913 il prend néanmoins la parole à la Chambre contre un amendement à la loi de suffrage, arguant qu'adopter le droit de vote des femmes dans un contexte d'actes violents de la part de l'Union sociale et politique des femmes créerait un mauvais précédent : celui de donner l'impression d'avoir cédé à la violence.
Il est engagé volontaire lorsque éclate la Première Guerre mondiale, et est déployé avec le rang de capitaine dans le 6e bataillon du régiment de Manchester de l'Armée de terre, régiment constitué de volontaires. Son frère John Stephen Cawley, militaire de carrière et major dans le Corps expéditionnaire britannique, est tué dès septembre 1914 en France. Nommé aide de camp auprès du major général William Douglas, Harold Cawley est envoyé en Égypte en août 1914, puis à la péninsule de Gallipoli, en Turquie, en mai 1915, avec un rôle initialement logistique. Ayant vu son bataillon subir de lourdes pertes à la bataille des Dardanelles, il se porte volontaire pour être envoyé au front, début septembre. Il est tué au combat deux semaines plus tard, atteint d'une balle à la tempe « vers minuit », en défendant un poste avancé avec un petit groupe de camarades. Il sera inhumé au cimetière dit du débarquement du Lancashire (Lancashire Landing Cemetery), près du cap Helles à Gallipoli,,,,. 
Avant sa mort il écrit à son père une lettre condamnant vivement la mauvaise gestion de la campagne des Dardanelles par ses officiers supérieurs, et notamment par William Douglas qu'il décrit comme égocentrique. Sa lettre n'est pas censurée, car il est député en exercice couvert par le droit de privilège parlementaire, et son père, toujours député lui-même, siégera l'année suivante à la commission d'enquête parlementaire sur la conduite de cette campagne. La commission conclura, après la fin de la guerre, que l'assaut sur les Dardanelles a effectivement été mal pensée et mal mise en application,. 
Oswald Cawley, le plus jeune des frères de Harold, et député libéral lui aussi, est tué en France en août 1918. Les trois frères sont commémorés par un mémorial à Westminster Hall, dans l'enceinte du palais de Westminster où siège le Parlement : Harold et Oswald en tant que deux des quarante-trois parlementaires britanniques morts durant la Guerre, et John en tant que fils de député.

## Mémoriaux

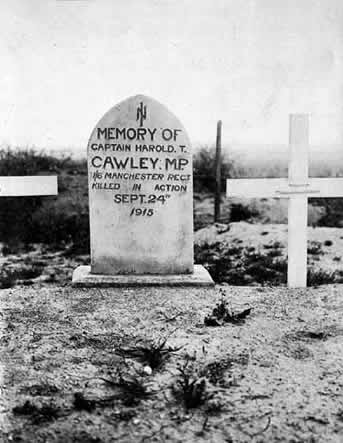
Sépulture initiale de Harold Cawley à Gallipoli. La date de décès indiquée (24 septembre, au lieu du 23) est due à la possibilité qu'il ait été tué juste après minuit.
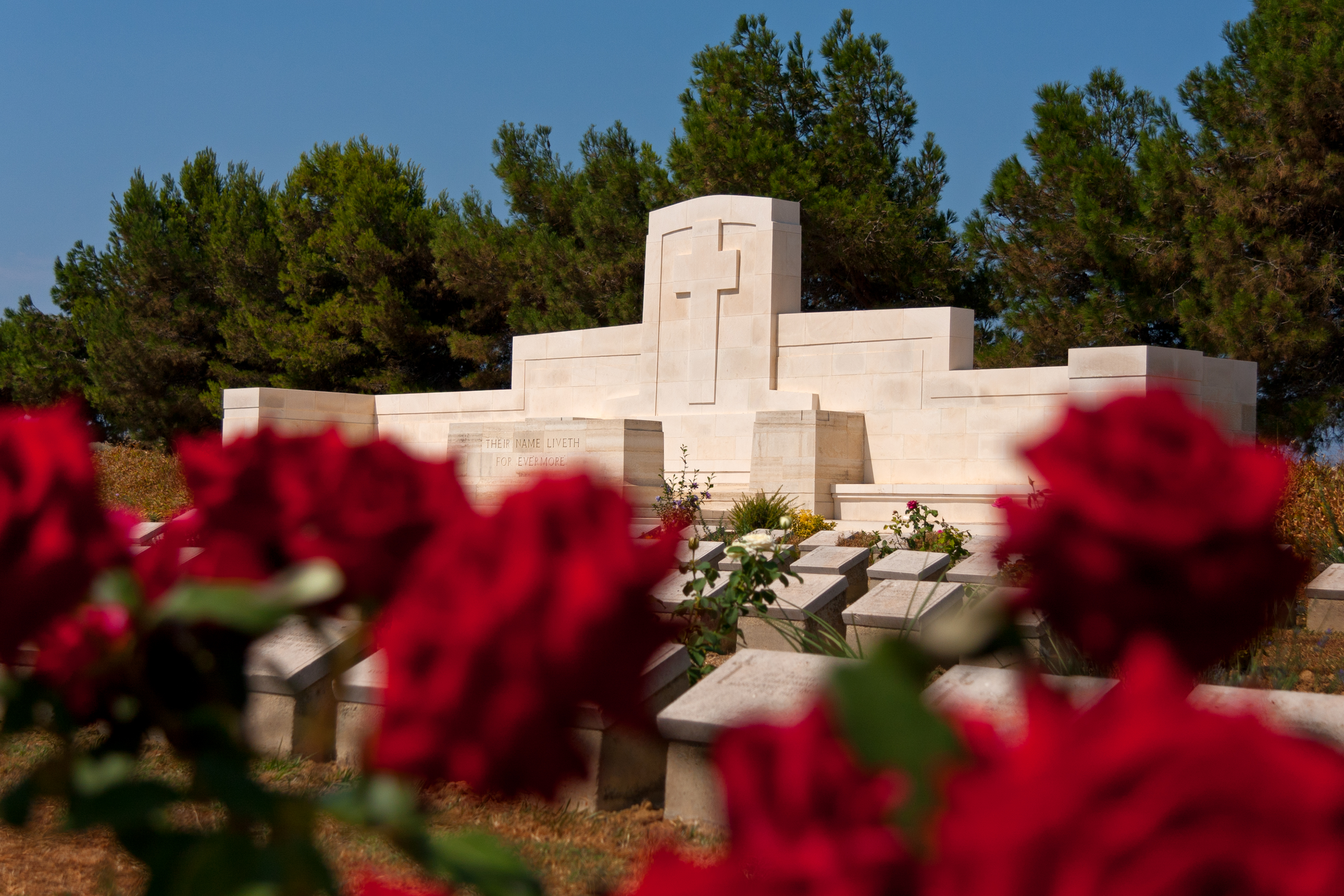
Cimetière du débarquement du Lancashire.
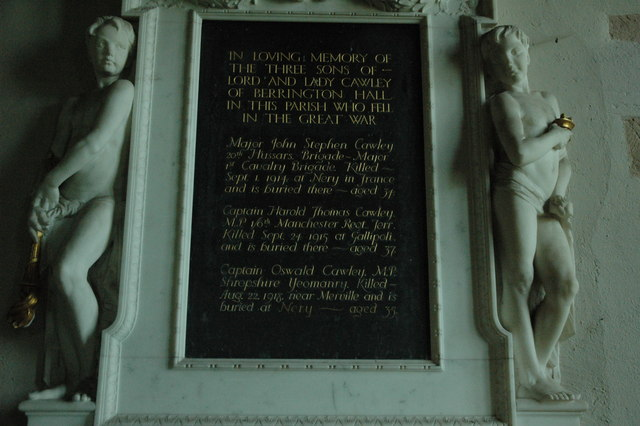
Mémorial aux trois frères Cawley morts à la Grande Guerre, à l'église du village d'Eye dans le Herefordshire.
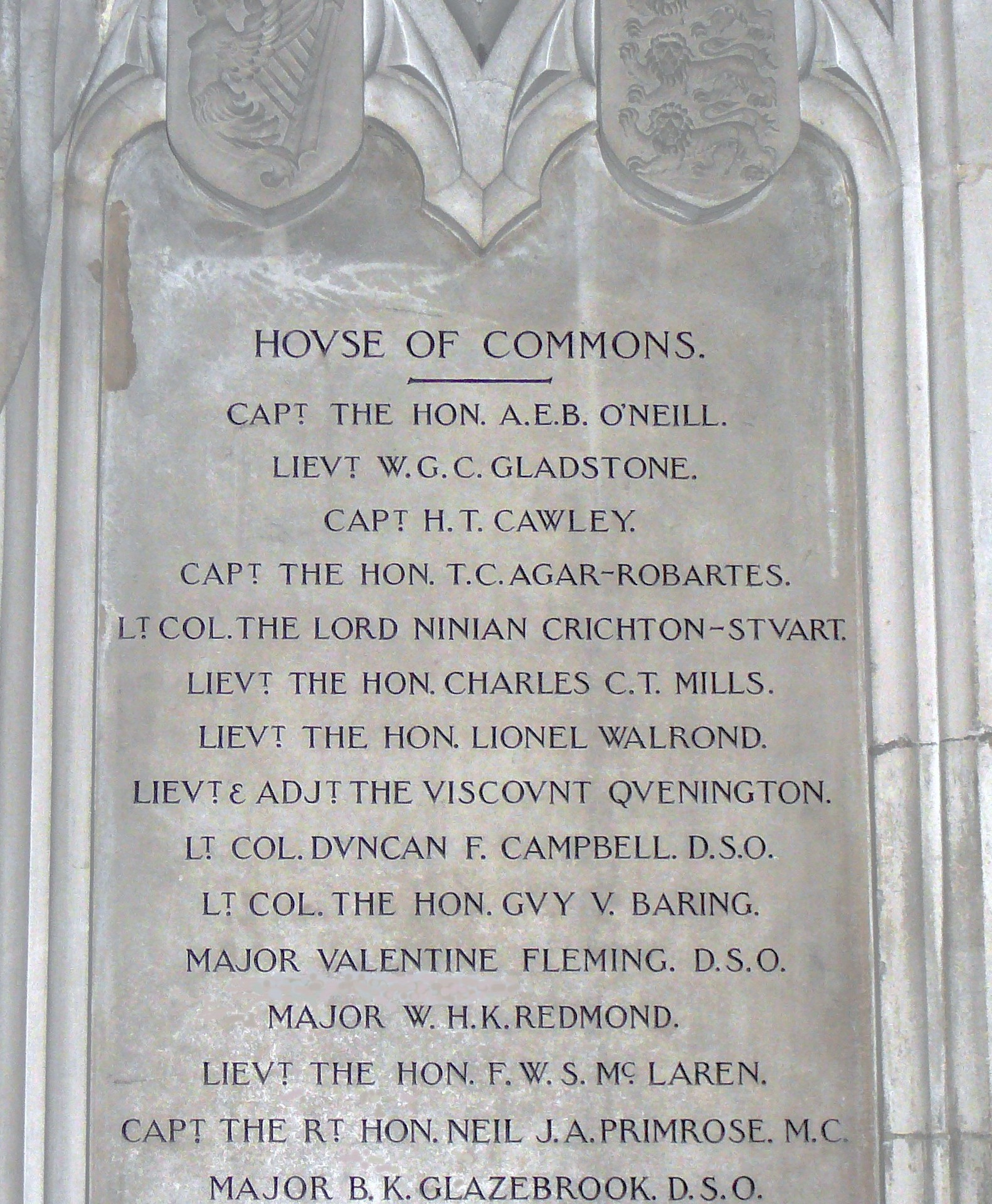
Mémorial à Westminster Hall commémorant les membres de la Chambre des communes morts à la Grande Guerre, dont Harold Cawley. (Oswald Cawley est nommé en bas de liste, hors-champ de cette image.)